# Diamantes en bruto

Para la película norteamericana del mismo nombre vea: Diamantes en bruto (película)
Diamantes en Bruto —con su lema Pulirlos no será fácil— fue un programa de telerrealidad creado por Chilevisión. La producción cuenta con nueve participantes de Diamantes en bruto que son cinco hombres y cuatro mujeres que tienen malos modales y hábitos, pero que buscan modificarlos. Entre ellos, está un grupo de nombres reciclados de otros programas de telerrealidad, como la exconcursante de No basta con ser bella Ingrid Aceitón y Natalia Carrillo, que apareció en Nadie está libre. La coincidencia no es gratuita: parte del equipo del espacio fueron, precisamente, miembros del área de docurealidad de Canal 13.
En el transcurso del ciclo del espacio habría ingresado una nueva participante, sin embargo, tras la emisión del programa del 10 de enero se da a conocer la noticia del fallecimiento de Daniela Robles (dicha nueva integrante) quien ya habría grabado escenas para el programa, y que en esa fecha fueron estrenadas.
Diamante en bruto fue estrenado el 23 de diciembre de 2012 bajo la conducción de Jordi Castell.

## Producción
La nueva apuesta de Chilevisión, para el analista, no consistiría en mostrar la superación de los protagonistas. “Es un show que se vale de la manipulación controlada de la realidad de gente no ha podido acceder a buena educación. Todo se piensa desde la televisión y el espectáculo. Y en este caso, las carencias de estos jóvenes son el gancho de una mentalidad televisiva que desprecia la mentalidad de las personas”, concluye.
Díaz discrepa, y comenta que cuando se presentó la propuesta nunca se pensó para reírse de los participantes, sino reír con ellos. “Somos muy cuidadosos con la edición del montaje, para que no sea una caricatura”, dice. Respecto a la posible crítica en la recepción del programa, Díaz comenta: “No pretendemos estigmatizar más a los chicos, sino que queremos mostrar el lado positivo de ellos. De ahí el nombre, porque creemos que son diamantes que tienen mucho potencial para pulirse”.

### Desarrollo
Las grabaciones comenzaron en septiembre para completar unos 30 capítulos. Aún se evalúa si Diamantes en bruto se emitirá uno o más días a la semana.
Un camarógrafo acompaña a cada uno de los participantes durante el día y, además, cuentan con cámaras pequeñas, para que los jóvenes puedan registrar sus vivencias por la noche. También hay instancias en que están todos reunidos, para las clases. Aún no hay un rostro definido para la animación.
“Aparte de ser bonitos televisivamente son buenos cabros, pero su entorno y su vida los han condicionado a ser como son, y no han tenido muchas oportunidades”, dice el director del programa, Diego López. “La serie trata de derribar los prejuicios que hay en contra de estas personas. Llámenles flaites, góticos, ex convictos, rastas. Tenemos un grupo bien heterogéneo de jóvenes, y en cada uno de ellos vemos un potencial”, agrega.
Para el analista televisivo Luis Breull, los docurreality generalmente tienen un componente muy fuerte de clasismo. “Es la exaltación de lo raro, una especie de circo freak, circo del horror”, dice, mientras compara al docurreality con la práctica europea del a finales del siglo XIX de exhibir aborígenes en ferias y zoológicos. “Se buscan las mismas miradas de asombro ante lo que en este caso es aparentemente rechazado y distinto”, agrega.
"Diamantes en bruto" estará centrado en mostrar las aventuras y desventuras de un grupo de jóvenes de baja condición social y con malas costumbres, a los cuales se les buscará insertar en otros contextos sociales y que cambien su forma de ser a través de intensas clases.

### Selección
Para encontrar a los participantes no se hizo una selección masiva: “Los salimos a buscar. Fue la producción a la calle, no los participantes al casting”, cuenta Andrea Vargas, productora general del programa, y agrega: “Necesitábamos jóvenes demasiado especiales, que fueran considerados diamantes y que tuviéramos por dónde pulirlos”.
Para ayudar a los protagonistas, el equipo cuenta con cuatro especialistas, que les darán clases de dicción, protocolo, buenas costumbres y asesoría de aspecto. “Muchos están mostrando la vida de la gente, pero retratar la vida con un objetivo que les sirva a ellos es lo distinto. Queremos ser una alternativa nueva y diferente”, comenta Vargas sobre la apuesta que debutará en el primer semestre del próximo año, en horario estelar.
La producción fue a las comunas de Maipú, Puente Alto, El Bosque y La Cisterna. Buscaron a los nueve jóvenes a quienes, en horario estelar, se les enseñarán buenos modales, tendrán clases de dicción y aprenderán, entre otras cosas, a jugar golf. “¿El pan lo puedo untir así, y después comer?” dice un joven de pelo con gel y anteojos oscuros en el video promocional, ante un plato de comida. Otro sostiene una foto del ministro de Defensa, Rodrigo Hinzpeter, y dice: “Él es Felipe Bianchi, comentarista de deportes”.

## Profesores
- Francisca Walte, asesora de protocolo, etiqueta, imagen personal y empresarial.
- Álvaro Lois, cocinero profesional y coordinador técnico de la carrera de gastronomía en Inacap.
- Héctor Velis-Meza, periodista, escritor, académico, locutor de radio y empresario editorial.
- Teresa Varas Flores, periodista, relacionadora pública y gerente cultural ad honorem de la Organización de los Estados Americanos. Su participación en el programa es como institutriz durante un día de los jóvenes nominados para la eliminación.

## Participantes
| Participante                                            | Edad | Situación actual                                     | Situación anterior                               | Estadía |
| ------------------------------------------------------- | ---- | ---------------------------------------------------- | ------------------------------------------------ | ------- |
| Ingrid Aceitón Hormazabal Modelo Internacional          | 20   | Grandes Ganadoras de Diamantes en Bruto              |                                                  | 22 cap. |
| Angélica García Skater.                                 | 18   | Grandes Ganadoras de Diamantes en Bruto              | 3.ª eliminada En duelo de protocolo y equilibrio | 13 cap. |
| Angélica García Skater.                                 | 18   | Grandes Ganadoras de Diamantes en Bruto              | 1.ª eliminada Por producción                     | 13 cap. |
| Mario Vargas Estudiante.                                | 20   | Ganador de Diamantes en Bruto                        |                                                  | 22 cap. |
| Alexander Bravo Estudiante.                             | 21   | Ganador de Diamantes en Bruto                        |                                                  | 22 cap. |
| Juan José Sandoval Estudiante.                          | 25   | 6.° eliminado de Diamantes en Bruto                  |                                                  | 22 cap. |
| Brayan Hernández Estudiante.                            | 19   | 5.° eliminado En duelo de cultura general y destreza |                                                  | 21 cap. |
| Daniela Robles (†) Estudiante.                          | 18   | Fallece En el transcurso del programa                |                                                  | 7 cap.  |
| Natalia Carrillo Estudiante.                            | 28   | 4.ª eliminada En duelo de sinónimos y fuerza         |                                                  | 16 cap. |
| Eduardo Campos Operador de Maquinaria Pesada y Animador | 23   | 2.° eliminado Por sus compañeros                     |                                                  | 13 cap. |
| Michelle Platoni Estudiante de Técnico Jurídico         | 23   | Abandona Por motivos personales                      |                                                  | 15 cap. |

1. ↑  Angélica ingresa al repechaje en el capítulo 16 y posteriormente reingresa a la competencia en el capítulo 22, por ganar el repechaje.
2. 1 2  Angélica es eliminada, pero conjuntamente Michelle abandona el programa, cediendo su puesto a la recién eliminada, reintegrando a Angélica.
3. ↑  Daniela ingresa en el capítulo 9.

### Repechaje
| Participantes                                           | Edad | Situación actual                              | Estadía |
| ------------------------------------------------------- | ---- | --------------------------------------------- | ------- |
| Angélica García Skater.                                 | 18   | Ganadora del repechaje de Diamantes en Bruto  | 6 cap.  |
| Brayan Hernández Estudiante.                            | 19   | Eliminado del repechaje de Diamantes en Bruto | 6 cap.  |
| Michelle Platoni Estudiante de Técnico Jurídico         | 23   | Abandona Por motivos personales               | 5 cap.  |
| Natalia Carrillo Estudiante.                            | 28   | Abandona Por motivos personales               | 2 cap.  |
| Eduardo Campos Operador de Maquinaria Pesada y Animador | 23   | Expulsado Por comportamiento                  | 2 cap.  |

1. ↑  Natalia ingresa al repechaje el capítulo 18, en reemplazo de Eduardo.

### Participantes en competencias anteriores
| Ingrid Aceitón | No basta con ser bella | 2012 | 2.ª Eliminada / Cuartafinalista |

## Tabla resumen
| Alexander | Salvado | Pierde  | Salvado | Salvado | Pierde    | Salvado   | Nominado  | Inmune    | Salvado   | Castigado | Salvado   | Castigado | Premiado  | Salvado   | Salvado   | Ganador   |  |  |  |  |  |  |  |  |  |  |  |  |  |  |  |  |  |  |  |  |
| Ingrid    | Salvada | Salvada | Salvada | Salvada | Gana      | Salvada   | Salvada   | Salvada   | Nominada  | Salvada   | Salvada   | Salvada   | Salvada   | Premiada  | Salvada   | Ganadora  |  |  |  |  |  |  |  |  |  |  |  |  |  |  |  |  |  |  |  |  |
| Mario     | Salvado | Pierde  | Salvado | Gana    | Gana      | Salvado   | Salvado   | Salvado   | Gana      | Salvado   | Castigado | Castigado | Premiado  | Salvado   | Salvado   | Ganador   |  |  |  |  |  |  |  |  |  |  |  |  |  |  |  |  |  |  |  |  |
| Angélica  | Salvada | Salvada | Salvada | Salvada | Eliminada | Salvada   | Eliminada |           |           |           | Repechaje | Salvada   | Salvada   | Premiada  | Castigada | Ganadora  |  |  |  |  |  |  |  |  |  |  |  |  |  |  |  |  |  |  |  |  |
| Juan      | Salvado | Salvado | Salvado | Salvado | Gana      | Salvado   | Salvado   | Nominado  | Inmune    | Castigado | Salvado   | Salvado   | Castigado | Salvado   | Salvado   | Eliminado |  |  |  |  |  |  |  |  |  |  |  |  |  |  |  |  |  |  |  |  |
| Brayan    | Salvado | Pierde  | Salvado | Salvado | Pierde    | Salvado   | Salvado   | Salvado   | Eliminado |           | Repechaje | Castigado | Salvado   | Castigado | Castigado | Eliminado |  |  |  |  |  |  |  |  |  |  |  |  |  |  |  |  |  |  |  |  |
| Michelle  | Salvada | Gana    | Gana    | Salvada | Abandona  |           |           |           |           |           | Repechaje | Salvada   | Castigada | Salvada   | Abandona  |           |  |  |  |  |  |  |  |  |  |  |  |  |  |  |  |  |  |  |  |  |
| Natalia   | Salvada | Salvada | Salvada | Gana    | Gana      | Salvada   | Salvada   | Eliminada |           |           |           | Repechaje | Abandona  |           |           |           |  |  |  |  |  |  |  |  |  |  |  |  |  |  |  |  |  |  |  |  |
| Eduardo   | Salvado | Gana    | Gana    | Salvado | Gana      | Eliminado |           |           |           |           | Repechaje | Expulsado |           |           |           |           |  |  |  |  |  |  |  |  |  |  |  |  |  |  |  |  |  |  |  |  |
| Daniela   |         |         |         | Ingresa | Pierde    | Salvada   | Salvada   | Salvada   | Fallece   |           |           |           |           |           |           |           |  |  |  |  |  |  |  |  |  |  |  |  |  |  |  |  |  |  |  |  |

1. ↑  Desde el capítulo 1 al 6 se realiza la etapa de clases dentro del programa, por lo que todos pasan.
2. ↑  En el capítulo 7 se realiza una cena como prueba de aplicación (ver Aplicaciones).
3. 1 2  En el capítulo 8 y 9 trabajan como parte del staff de unas termas como prueba de aplicación (ver Aplicaciones).
4. ↑  En el capítulo 10 realizan una prueba física en equipos como prueba de aplicación (ver Aplicaciones).
5. ↑  El participante gana la competencia nº2 y participa en una obra con Alejandra Herrera.
6. ↑  El participante ingresa a la competencia, pero: no alcanza a competir en la prueba de aplicación.

     El participante pasa al siguiente capítulo.
     El participante gana la prueba de aplicación.
     El participante pierde la prueba de aplicación.
     El participante es nominado pero gana el duelo de eliminación.
     El participante obtiene la Inmunidad por haber ganado el duelo de eliminación anterior.
     El participante abandona la competencia.
     El participante es expulsado o fallece en el transcurso de la competencia.
     El participante es eliminado de la competencia.
| Alexander | Castigado | Salvado   | Castigado | Premiado  | Salvado   | Salvado   | Ganador   |  |  |  |  |  |  |  |  |  |  |  |  |  |  |  |  |  |  |  |  |
| Ingrid    | Salvada   | Salvada   | Salvada   | Salvada   | Gana      | Salvada   | Salvada   |  |  |  |  |  |  |  |  |  |  |  |  |  |  |  |  |  |  |  |  |
| Mario     | Salvado   | Castigado | Castigado | Premiado  | Salvado   | Salvado   | Ganador   |  |  |  |  |  |  |  |  |  |  |  |  |  |  |  |  |  |  |  |  |
| Juan      | Castigado | Salvado   | Salvado   | Castigado | Salvado   | Salvado   | Eliminado |  |  |  |  |  |  |  |  |  |  |  |  |  |  |  |  |  |  |  |  |
| Angélica  |           | Repechaje | Salvada   | Salvada   | Premiada  | Castigada | Ganadora  |  |  |  |  |  |  |  |  |  |  |  |  |  |  |  |  |  |  |  |  |
| Brayan    |           | Repechaje | Castigado | Salvado   | Castigado | Castigado | Eliminado |  |  |  |  |  |  |  |  |  |  |  |  |  |  |  |  |  |  |  |  |
| Michelle  |           | Repechaje | Salvada   | Castigada | Salvada   | Abandona  |           |  |  |  |  |  |  |  |  |  |  |  |  |  |  |  |  |  |  |  |  |
| Natalia   |           |           | Repechaje | Abandona  |           |           |           |  |  |  |  |  |  |  |  |  |  |  |  |  |  |  |  |  |  |  |  |
| Eduardo   |           | Repechaje | Expulsado |           |           |           |           |  |  |  |  |  |  |  |  |  |  |  |  |  |  |  |  |  |  |  |  |

1. ↑  En el capítulo 16 comienza el internado de Diamantes en Bruto.

     El participante gana la competencia y va a la Gala del Festival de Viña 2013.
     El participante pasa al siguiente capítulo.
     El exparticipante ingresa al repechaje.
     El exparticipante reingresa a la competencia y va a la Gala del Festival de Viña 2013.
     El participante es castigado en el "sótano" por su comportamiento.
     El participante recibe una comida especial por su comportamiento.
     El participante abandona la competencia.
     El participante es expulsado de la competencia.
     El participante es eliminado de la competencia.

## Fases de la competencia

### Preparación

#### Clases
Desde el capítulo 1 al 7.
| Ep. | Clases        | Conocimiento |
| --- | ------------- | --- |
| 1   | Protocolo (1) | Aprendieron a cómo poner la mesa, el lenguaje culto y cómo utilizar el servicio, cómo se utiliza la servilleta y a cómo reconocer y tomar una copa.                                                        |
| 2   | Golf          | Aprendieron a cómo jugar golf, sus implementos, los distintos tipos de palos de golf, cómo lanzar la bola y las reglas del juego.                                                                          |
| 3   | Enología      | Aprendieron cómo se descorcha un vino, cómo se sirve el vino y cómo degustarlo, a diferenciar los distintos tipos de licor y los principales tipos de copas.                                               |
| 4   | Protocolo (2) | Aprendieron a que hacer cuando recibe una crítica o un halago y si realiza una crítica o un halago. |
| 5   | Dicción (1)   | Aprendieron ejercicios de calentamiento, a ejercitar la "ch", "rr", "s" y "c". |
| 6   | Protocolo (3) | Aprendieron la urbanidad del saludo y las reglas básicas de él. |
| 7   | Dicción (2)   | Aprendieron el poema "No claudiques" de Rudayerd, algunas palabras difíciles de pronunciar, ejercicios de lectura y respiración, algunos vicios y redundancias del lenguaje y la pronunciación de la "ch". |

Actividades extra
- Los hombres asistieron a una peluquería para que asesoren su imagen, mientras que las mujeres asisten a una clase de ballet para mejorar su postura y ser más delicadas.
- Asistieron a una clase de periodismo con el profesor Héctor Velis-Meza a explicar lo que entendieron del libro "Un mensaje a García".

#### Aplicaciones
Desde el capítulo 7 al 10.
- Trabajaron durante un día en un exclusivo restaurante, como meseros, cocineros y barman.
- Asistieron a una cena elegante, donde los que cometían errores pasaban a ser meseros y los ganadores recibían un premio.
  - Ganadores: Eduardo, Michelle.
  - Perdedores: Alexander, Brayan, Mario.
- Trabajaron en el staff de unas importantes termas durante dos días, donde había dos ganadores cada día, que serían atendidos por el resto en las termas.
  - Ganadores: Eduardo y Michelle, Mario y Natalia.
- En el parque Geo Aventura realizaron extremas pruebas físicas para aprender a trabajar en equipo.
  - Ganadores: Eduardo, Ingrid, Juan José, Mario, Natalia.
  - Perdedores: Alexander, Angélica, Brayan, Daniela.

### Eliminaciones
Desde el capítulo 10 al 15.
| Eliminación | Prueba                                 | Nominado      | Duelo | Eliminado |
| ----------- | -------------------------------------- | ------------- | --- | --------- |
| 1           | Sin nominados                          | Sin nominados | Sin nominados | Angélica  |
| 2           | Sin nominados                          | Sin nominados | Sin nominados | Eduardo   |
| 3           | Pelar frutas correctamente en la mesa. | Alexander     | Montar una mesa con los elementos que se encuentran al otro lado. Para ello usan una bandeja que deben tomar con una sola mano, trasladando siempre una copa con agua. Para llegar al otro extremo, deben cruzar unos obstáculos de equilibrio.                                       | Angélica  |
| 3           | Caminar sobre la alfombra roja.        | Angélica      | Montar una mesa con los elementos que se encuentran al otro lado. Para ello usan una bandeja que deben tomar con una sola mano, trasladando siempre una copa con agua. Para llegar al otro extremo, deben cruzar unos obstáculos de equilibrio.                                       | Angélica  |
| 4           | Sin prueba                             | Juan José     | Encontrar dos sinónimos de las palabras que se encuentran en la pizarra. Para ello estarán amarrados a un saco de arena. Deberán hacer contrapeso para llegar a la pizarra con los sinónimos desde una mesa con palabras al otro extremo.                                             | Natalia   |
| 4           | Sin prueba                             | Natalia       | Encontrar dos sinónimos de las palabras que se encuentran en la pizarra. Para ello estarán amarrados a un saco de arena. Deberán hacer contrapeso para llegar a la pizarra con los sinónimos desde una mesa con palabras al otro extremo.                                             | Natalia   |
| 5           | Hablar correctamente en un noticiero.  | Brayan        | Les harán cinco preguntas de cultura general a ambos y deben responder verdadero o falso. Para eso, deben cruzar un puente y unos estribos. Al cruzar a otro lado, deben reventar un huevo que tenga la letra V o F, si el huevo es duro, acertaron y si se revienta, se equivocaron. | Brayan    |
| 5           | Improvisar una escena romántica.       | Ingrid        | Les harán cinco preguntas de cultura general a ambos y deben responder verdadero o falso. Para eso, deben cruzar un puente y unos estribos. Al cruzar a otro lado, deben reventar un huevo que tenga la letra V o F, si el huevo es duro, acertaron y si se revienta, se equivocaron. | Brayan    |

1. ↑  Angélica fue eliminada por producción, debido a su progreso en el programa. Luego de esto, Michelle abandona el programa y le deja su lugar a Angélica.
2. ↑  Los participantes deben votar por un compañero para que se vaya del programa.
3. ↑  Juan José y Natalia son enviados al duelo directamente, ya que llegaron atrasados a la prueba de eliminación anterior.

### El internado
Desde el capítulo 16 al 22.
En esta etapa, los diamantes son internados en un colegio muy estricto, donde la directora y profesora es Teresa Varas, la institutriz y el inspector es Jorge Devia, exinstructor de Pelotón. Como prueba, los concursantes deben comer alimentos que les producen asco, acostarse y levantarse temprano e ir a clase. Si desobedecen alguna de estas cosas o le faltan el respeto a Teresa y/o Jorge, son llevados al "sótano", dónde son encerrados, y si es algo más extremo, llaman a su apoderado. En esta etapa también se realiza un repechaje de los concursantes que fueron previamente eliminados.

#### Clases
| Asignatura        | Contenido                                                         |
| ----------------- | ----------------------------------------------------------------- |
| Literatura        | Leer "Papelucho historiador" para interrogación oral.             |
| Técnico manual    | Realizar un bordado.                                              |
| Educación física  | Entrenamiento y acondicionamiento físico.                         |
| Idioma extranjero | Comunicarse en inglés mediante un diálogo.                        |
| Música y canto    | Cantar la escala de do mayor acompañados de un piano.             |
| Cocina            | Realizar una torta en equipos.                                    |
| Técnico manual    | Realizar figuras con papel de periódico y engrudo.                |
| Matemática        | Aprender las tablas de multiplicar junto a una profesora sensual. |

#### Evaluaciones
| Evaluación                                  | Notas     | Notas    | Notas     | Notas   | Notas    | Notas     | Notas     | Notas    | Notas    |
| Evaluación                                  | Alexander | Ingrid   | Juan José | Mario   | Angélica | Brayan    | Eduardo   | Michelle | Natalia  |
| ------------------------------------------- | --------- | -------- | --------- | ------- | -------- | --------- | --------- | -------- | -------- |
| Control de lectura: "Papelucho historiador" | 7.0       | 4.5      | 6.5       | 3.5     |          |           |           |          |          |
| Educación física                            | 6.0       | 6.0      | 6.0       | 7.0     | 5.0      | 3.5       | 6.5       | 6.0      |          |
| Presentación personal                       | 5.0       | 6.5      | 6.0       | 6.0     | 6.5      | 5.0       | 4.0       | 4.0      |          |
| Técnico manual: Bordado                     | 3.5       | 7.0      | 1.0       | 7.0     | 6.5      | 6.0       |           | 5.0      | —        |
| Promedio                                    | 5.3       | 6.0      | 4.8       | 5.8     | 6.0      | 4.8       | —         | —        | —        |
| Resultado                                   | Ganador   | Ganadora | Eliminado | Ganador | Ganadora | Eliminado | Expulsado | Abandona | Abandona |

1. ↑  Ingresa después de la clase en que se les enseñó a bordar, pero antes de que se evaluara.

## Competencias
| Capítulo | Nominado 1   | Nominado 2   | Tipo de duelo   | Tipo de duelo    | Eliminado |
| Capítulo | Nominado 1   | Nominado 2   | Conocimiento    | Habilidad física | Eliminado |
| -------- | ------------ | ------------ | --------------- | ---------------- | --------- |
| 10       | Sin nominado | Sin nominado | Sin duelo       | Sin duelo        | Angélica  |
| 11       | Sin nominado | Sin nominado | Sin duelo       | Sin duelo        | Eduardo   |
| 11-12    | Alexander    | Angélica     | Protocolo       | Equilibrio       | Angélica  |
| 13-14    | Juan José    | Natalia      | Sinónimos       | Fuerza           | Natalia   |
| 15       | Brayan       | Ingrid       | Cultura general | Destreza         | Brayan    |

Capítulo 10
- Duelo de eliminación: Sin duelo de eliminación.
  - Tipo de duelo: Sin duelo de eliminación.
    - Ganador/a: Sin ganador/a.
    - Eliminado/a: Angélica García.

Capítulo 11
- Duelo de eliminación: Sin duelo de eliminación.
  - Tipo de duelo: Sin duelo de eliminación.
    - Ganador/a: Sin ganador/a.
    - Eliminado/a: Eduardo Campos.

Capítulo 11-12
- Competencia nº1: El objetivo de la prueba era pelar plátanos y naranjas con tenedor y cuchillo. El participante que no lograra pelar bien los plátanos y naranjas era el primer amenazado.
  - Nominado/a: Alexander Bravo.
- Competencia nº2: El objetivo de la prueba era que las mujeres debían caminar por la alfombra roja con tacones, vestido largo y pasar por una escalera. La participante que no lograra caminar con tacones era la segunda amenazada.
  - Nominado/a: Angélica García.
- Duelo de eliminación: El punto de partida es su mesa la cual deberán montar con los elementos que se encuentran en el otro extremo. Para ello usarán una bandeja que deben tomar con una sola mano, trasladando siempre una copa con agua llena siendo este último elemento el que deberán colocar en la mesa marcando así el término de la prueba. Solo será considerada terminada cuando la mesa esté correctamente montada.
  - Tipo de duelo: Protocolo / Equilibrio.
    - Ganador/a: Alexander Bravo.
    - Eliminado/a: Angélica García.

Capítulo 13-14
- Competencia nº1: El objetivo era que cada diamantes debía saber como ser entrevistado por un periodista de farándula.
  - Nominado/a: Sin nominado/a.
- Competencia nº2: El objetivo de la prueba era comer correctamente alimentos difíciles.
  - Nominado/a: Sin nominado/a.
- Duelo de eliminación: Cada duelista estará amarrado a un saco de arena. Cada duelista tendrá que encontrar el sinónimo de las palabras que se encuentran en la pizarra. Deberán hacer contrapeso para llegar a la pizarra con los sinónimos pero si se equivocan, sonará una alarma y deberán volver al punto de partida. El participante con menos errores ganaba el duelo.
  - Tipo de duelo: Sinónimos / Fuerza.
    - Ganador/a: Juan José Sandoval.
    - Eliminado/a: Natalia Carrillo.

Capítulo 15
- Competencia nº1: En esta competencia, los diamantes debían recitar una tabla de multiplicar y luego, leer el noticiero del programa.
  - Nominado/a: Brayan Hernández.
- Competencia nº2: En esta clase, los diamantes tuvieron una clase de actuación, haciendo una escena romántica. El ganador participará en una obra junto a Alejandra Herrera y el perdedor, queda nominado.
  - Ganador/a: Mario Vargas.
  - Nominado/a: Ingrid Aceitón.
- Duelo de eliminación: Les harán cinco preguntas de cultura general a ambos y deben responder verdadero o falso. Para eso, deben cruzar un puente de y unos estribos. Al cruzar a otro lado, deben reventar un huevo que tenga la letra V o F, si el huevo es duro, acertaron y si se revienta, se equivocaron.
  - Tipo de duelo: Cultura general / Destreza.
    - Ganador/a: Ingrid Aceitón
    - Eliminado/a: Brayan Hernández

## Audiencia
| 1  | Domingo   | 23 de diciembre de 2012 | 22:31 - 23:53 | 10,0 | Noveno  | [ 6 ]  |
| 2  | Martes    | 25 de diciembre de 2012 | 22:30 - 00:00 | 9,6  | Sexto   | [ 7 ]  |
| 3  | Miércoles | 26 de diciembre de 2012 | 22:34 - 00:03 | 11,2 | Décimo  | [ 8 ]  |
| 4  | Domingo   | 30 de diciembre de 2012 | 22:30 - 00:01 | 10,3 | Sexto   | [ 9 ]  |
| 5  | Martes    | 1 de enero de 2013      | 22:31 - 00:04 | 12,4 | Tercero | [ 10 ] |
| 6  | Miércoles | 2 de enero de 2013      | 22:26 - 23:58 | 10,0 | —       |        |
| 7  | Martes    | 8 de enero de 2013      | 22:33 - 00:24 | 12,6 | Séptimo | [ 11 ] |
| 8  | Miércoles | 9 de enero de 2013      | 22:37 - 00:20 | 14,0 | Cuarto  | [ 12 ] |
| 9  | Jueves    | 10 de enero de 2013     | 22:39 - 00:25 | 11,2 | Noveno  | [ 13 ] |
| 10 | Jueves    | 17 de enero de 2013     | 22:33 - 00:28 | 10,2 | Décimo  | [ 14 ] |
| 11 | Martes    | 22 de enero de 2013     | 22:27 - 0:24  | 9,3  | —       |        |
| 12 | Miércoles | 23 de enero de 2013     | —             | —    | —       | —      |
| 13 | Jueves    | 24 de enero de 2013     | —             | —    | —       | —      |
| 14 | Miércoles | 30 de enero de 2013     | —             | —    | —       | —      |
| 15 | Jueves    | 31 de enero de 2013     | —             | —    | —       | —      |
| 16 | Martes    | 5 de febrero de 2013    | —             | —    | —       | —      |
| 17 | Miércoles | 6 de febrero de 2013    | —             | —    | —       | —      |
| 18 | Jueves    | 7 de febrero de 2013    | 22:34 - 00:24 | 10,2 | Décimo  | [ 15 ] |
| 19 | Miércoles | 13 de febrero de 2013   | —             | —    | —       | —      |
| 20 | Jueves    | 14 de febrero de 2013   | —             | —    | —       | —      |
| 21 | Miércoles | 20 de febrero de 2013   | —             | —    | —       | —      |
| 22 | Jueves    | 21 de febrero de 2013   | —             | —    | —       | —      |

     Episodio más visto.

     Episodio menos visto.

## Controversia
La etapa de «El Internado» fue grabada en el Instituto Nacional General José Miguel Carrera, establecimiento donde han estudiado dieciocho presidentes de Chile. El 7 de febrero de 2013, después de ver las escenas de «El Internado», la alcaldesa de Santiago, Carolina Tohá, manifestó su molestia por el uso comercial que hizo Chilevisión de un liceo municipalizado tan prestigioso. Al día siguiente, el rector del Instituto, Jorge Toro, le respondió a través de una declaración pública que, efectivamente, la producción de Diamantes en bruto se había excedido en el uso de las locaciones y la imagen corporativa de su establecimiento, pero que se había comprometido a donar 250 balones de básquetbol y equipamiento deportivo, evaluados en CLP $1 800 000, para realizar actividades comunales. En el mes de marzo, ya iniciado el año académico en todo Chile, los alumnos del Instituto Nacional exigieron la renuncia del rector por malversar fondos y desprestigiar su establecimiento al prestarlo para grabar un programa de televisión.
«El Internado» también causó malestar en la productora audiovisual Endemol y en la distribuidora de contenidos DRG, debido a que, según la abogada de ambas empresas, esta etapa del programa se asemejaba a That'll Teach 'Em, un reality show producido en Inglaterra por Twenty Twenty Television. Diamantes en bruto habría infringido sus derechos de autor porque el formato de That'll Teach 'Em es representado en Latinoamérica por DRG, compañía que se unió a Endemol para venderlo en Chile.
A pesar de que el premio de Diamantes en bruto era asistir a la Gala del Festival de Viña del Mar la noche del 22 de febrero de 2013, los cuatro vencedores no fueron mostrados durante la transmisión del evento, aun cuando el conductor del espacio, Jordi Castell, anunció su llegada a la alfombra roja. Esto generó críticas de algunos seguidores de la serie, quienes se conformaron con ver a los ganadores disfrutando de la Gala a través de una transmisión alternativa por Internet. Días después del evento, los cuatro finalistas declararon sentirse enojados y discriminados por Chilevisión.